# Chris Wood (skådespelare)
Christopher Charles Wood, född 14 april 1988 i Ohio USA , är en amerikansk film- och TV-skådespelare.

## Filmografi, i urval
- 2013 – Major Crimes (TV-serie)
- 2013–2014 – The Carrie Diaries (TV-serie)
- 2016 – Containment (TV-serie)
- 2014–2017 – The Vampire Diaries (TV-serie)
- 2016–2021 – Supergirl (TV-serie)